# 核星團

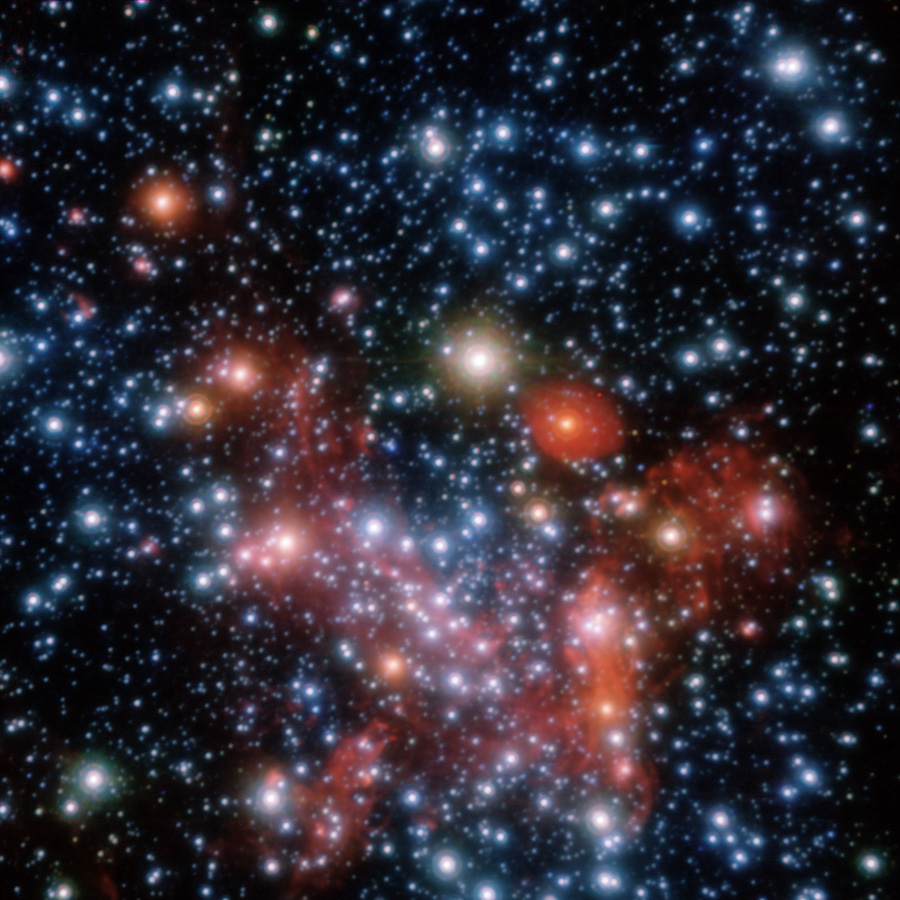
使用甚大望遠鏡上的NaCo儀器，配合調適光學在紅外波段拍攝到我們銀河系的核星團。

核星團(nuclear star cluster，NSC)或緻密星核(compact stellar nucleus，有時也稱為年輕星核)是在多數星系中，靠近其質量中心，有著高密度和高光度的恆星集團。
核星團是較暗的、低質量星系的中央大質量物體，而其中可能不存在超大質量黑洞或黑洞的質量可以忽略不計。在許多大質量星系中，完全沒有核星團。但有一些星系，包括銀河系，已知擁有超大質量黑洞和相當質量的核星團。

## 性質
核星團存在於大多數可以充分解析(分辨)的星系中：
- 至少50%的早期螺旋星系(Sa-Sc型)
- 至少˙75%的晚期螺旋星系(Scd-Sm型)
- 至少70%的球型的星系(S0和E型).

核星團是宇宙中已知密度最大的星團。儘管它們的有效半徑不大於2到5秒差距，在紅外線中的視星等介於-14和-10等之間時，它們的平均亮度是球狀星團的40倍。動態質量為106至108太陽質量，它們處於球狀星團所能達到述職的頂端。
大多數核星團包含古老（至少10億年前）和年輕星族的混合體，並顯示出在過去一億年內形成恆星的跡象。

## 形成
Although the mechanisms behind their formation are not entirely known, hypotheses provide four possibilities: 儘管其形成機制尚不完全清楚，但提供了四種假設的可能性： 
- 核星團起源於其它地方，被一個中心黑洞捕獲。
- 核星團是由於氣體闖入在離星系中心一定距離的地方而形成的。
- 上述各種可能性的結合。其中被捕獲物體的引力勢，例如矮星系的核，通過被困在星系中心附近的氣體，觸發新恒星的形成。
- 核星團是由於動態摩擦與背景恒星合併星團，隨後遷移到銀河系中心而形成的[6]。

## 與球狀星團的關係
由於核星團出現在大多數類型的星系中，他們在星系融合後依然存在所產生星系的暈中。這是球狀星團形成的假說，因此球狀星團可能是被排除在氣體發生率之外的核星團遺骸，在這些核星團中沒有新的恆星形成。
然而，根據其他假說，核星團可能是星系中心的超大質量黑洞捕獲的球狀星團融合，並被動態摧毀的結果。